# StereoRai
(Lo slogan di presentazione del canale radiofonico)
StereoRai è stato un canale radiofonico della Rai, nato il 31 marzo 1991 sulla FM di Rai Radio 1 dall'esperienza di RaiStereoUno, che cessò di esistere nel 1994.
La programmazione iniziava alle 13:20 e proponeva musica e notizie per un pubblico prettamente giovanile fino alle 6:00. Dalle 6:00 alle 13:20, i programmi di Radiouno trasmettevano a rete unificata in FM e AM, dalle 13:20 venivano diffusi solo in AM, lasciando spazio in FM a StereoRai. Le due bande si ricollegavano solo per trasmettere le edizioni estese dei GR delle 19:00 e 23:00 e i notiziari sul traffico.

## Storia
StereoRai nasceva per volontà del progetto del consiglio di amministrazione della Rai "Un piano per la Radio", che aveva l'obiettivo di incrementare l'offerta dei primi due canali stereofonici di Radio Rai e offrire una maggiore differenziazione tra essi.
StereoRai, mantenendo l'identità di canale musicale non convenzionale e spesso sperimentale di RaiStereoUno, diventava il canale della musica a 360 gradi: il pomeriggio con musica più commerciale con varie coppie di conduttori che avevano il difficile compito di ripetere il successo di RaiStereoDue, visto la nuova missione informativa del suo successore RadioVerdeRai, e la sera sperimentale con Classico e Planet Rock. La programmazione continuava anche dopo mezzanotte andando ad inglobare il celebre RaiStereoNotte che cambiava denominazione in StereoRai a cui i conduttori aggiungevano "notte".

## Programmazione
La programmazione fino alla mezzanotte si suddivideva in tre parti:
- Stereopiù, denominazione iniziale della fascia dalle 13:20 alle 19:00. Era il lungo pomeriggio, fatto di sola musica con poche interruzioni, due brevi GR1-StereoRai alle 15:30 e alle 17:30 della durata di tre minuti e rari momenti dedicati alla pubblicità. I conduttori era quattro e si alternavano a incastro. La musica era prettamente del momento, con qualche successo degli ultimi anni, ma spesso venivano proposti e lanciati brani e artisti sconosciuti. Lo stile di conduzione era molto scanzonato e spassoso. L'informazione musicale era una parte fondamentale del pomeriggio. Spesso alle 16:30 vi erano ospiti nazionali e internazionali.
- Classico, dalle 19:20 alle 21:00. Dopo il GR1 Sera, veniva proposta una serie di classici, tra i quali spesso rarità non molto conosciute e anche qualche brano di musica classica, presentati da un conduttore competente in materia. Tra i conduttori: Stefania Riccio, Linda Critelli, Manuela De Vito, Marco Basso.
- Planet Rock, dalle 21:00 a mezzanotte. Era il vero punto di forza di tutta StereoRai, un programma che continuava l'esperienza di successo di StereoDrome di StereoUno. Le caratteristiche e i conduttori rimasero gli stessi. Planet Rock proponeva il meglio del rock (in quegli anni principalmente grunge) e la musica più alternativa del momento. Spesso all'interno della trasmissione venivano proposti interviste, sessioni live e veri e propri concerti, tra i quali Guns N' Roses, Nirvana, Pearl Jam e U2. Il sabato Planet Rock diventava Weekendance con il meglio della musica dance alternativa proposta nei vari dj set.

Tra gli appuntamenti settimanali del pomeriggio da ricordare:
- L'album della settimana, un album nuovo di zecca che veniva fatto sentire con tutte le tracce alle 13:40, alle 15:40 e alle 17:10;
- Dediche e Richieste Plin, spazio alle richieste degli ascoltatori via posta, le cui lettere avevano il privilegio di essere lette dai conduttori in diretta alle 16:15;
- Top Ten delle classifiche internazionali, USA, UK, Euro e World Chart alle 18:10 (il lunedì il meglio della classifica ufficiale di StereoRai, la StereoHit);
- Il Trovamusica, una finestra aperta sulle tappe dei concerti del giorno in Italia alle 18:40.

Il sabato pomeriggio invece:
- Made in Italy, dalle 13:20 spazio solo alla musica italiana fino alle 15:00, con spesso ospiti della canzone italiana in studio.
- StereoHit, alle 15:00 la classifica delle venti canzoni più votate sul videotel dagli ascoltatori di StereoRai. Successivamente la classifica abbonerà l'interazione col videotel e diventerà solo la classifica delle canzoni più programmate della settimana. La StereoHit è stata condotta da Luciana Biondi, Mario Pezzolla e Ida Guglielmotti insieme, Linda Critelli e per ultimo da Claudio Guerrini (oggi speaker di RDS).
- Dediche e Richieste Plin, alle 16:30 in versione estesa. Un'ora dedicata alle richieste musicali arrivate rigorosamente via posta dagli ascoltatori le cui lettere venivano lette in diretta da una coppia di conduttori. Da ricordare per lo spasso che riuscivano a creare in diretta: Barbara Condorelli e Riccardo Pandolfi e nel successivo turno Luciana Biondi e Gerardo Panno.
- New Entry in Playlist, alle 17:30 le ultime novità che entravano a far parte della programmazione musicale, con le relative informazioni.

Tra i conduttori del programma pomeridiano oltre a quelli citati sopra: Mario Pezzolla, Ida Guglielmotti, Myriam Fecchi, Nino Mazzarino, Davide Nerattini.
La domenica di StereoRai nella stagione invernale era dedicata principalmente allo sport e alla musica del momento fino alla mezzanotte. Tra i conduttori: Paolo di Lorenzo, Claudio Guerrini, Linda Critelli, Salvatore Calise, Angelo De Nardis. Nel pomeriggio veniva trasmesso Tutto il calcio minuto per minuto e la sera, quando fu introdotto, anche il posticipo di Serie A. Alle 19:40 circa, dopo Tuttobasket, andava in onda Stereopiù Festa, un rotocalco settimanale musicale dedicato ai fans club, alle fanzine, ai dischi rari e a momenti live curato da Augusto Sciarra.
Da mezzanotte alle 6:00 la programmazione si unificava con quella di RadioVerdeRai per RaiStereoNotte.

## StereoRai Rock - La radio della musica dal vivo
Dal 1º maggio 1993 il corso di StereoRai cambiò radicalmente, dedicando la propria programmazione ai generi rock e alternative sull'onda del grande successo di Planet Rock. Dalle 13:20 veniva proposta una playlist con il meglio del rock del momento e della musica alternativa, ma più easy rispetto a Planet Rock, e un pop più raffinato e ricercato. Gli artisti italiani proposti erano solo autori, come Jovanotti, DeGregori e Dalla.
Sempre negli ultimi dieci mesi di programmazione, la rete diventava "la radio della musica dal vivo", uno slogan che diventava abituale tra i conduttori e sempre presente negli spot degli eventi. Si intesifica la programmazione di concerti live la sera e di momenti dal vivo con il pubblico in diretta dalla Sala B di Via Asiago.
StereoRai in pochi mesi riuscì a incrementare gli ascolti e a diventare la vera novità del panorama radiofonico nazionale.

## Conduttori
- Marco Basso
- Luciana Biondi
- Alberto Campo
- Barbara Condorelli
- Linda Critelli
- Marco De Dominicis
- Luca De Gennaro
- Manuela De Vito
- Myriam Fecchi
- Claudio Guerrini
- Federico Guglielmi
- Ida Guglielmotti
- Gennaro Iannucilli
- Nino Mazzarino
- Gigi Mingarini
- Mixo
- David Nerattini
- Riccardo Pandolfi
- Gerardo Panno
- Mario Pezzolla
- Stefania Riccio
- Francesco Roccaforte
- Rupert
- Andrea Torre